# Barbus dialonensis
Barbus dialonensis és una espècie de peix cipriniforme de la família dels ciprínids.

## Morfologia
Els mascles poden assolir els 8,1 cm de longitud total.

## Distribució geogràfica
Es troba a Àfrica: cursos superiors dels rius Gàmbia i Bafing (conca del riu Senegal).